# Kosewo (przystanek kolejowy)
Kosewo – przystanek osobowy w Kosewie na linii kolejowej nr 223, w województwie warmińsko-mazurskim, w powiecie mragowskim, w Polsce.